# Зеленский, Юрий Александрович
Юрий Александрович Зеленский (Род. 15 ноября 1946 года) — командир подводной лодки К-278 Северного флота ВМФ СССР (пункт базирования — Западная Лица), капитан 1-го ранга.
Командир первого экипажа глубоководной боевой подводной лодки К-278, вошедший в историю как командир первой в мире атомной боевой подводной лодки, способной вести боевые действия с глубины 1000 метров. В течение 462 ходовых суток безаварийно выполнил программу опытной эксплуатации корабля и два похода на боевое патрулирование на полную автономность. После расформирования его экипажа в связи с катастрофой, ввиду несогласия с оценкой качеств вверенного ему корабля и с причинами его гибели, попал в опалу к Главнокомандующему ВМФ СССР Владимиру Чернавину

## Биография
Юрий Зеленский родился 15 ноября 1946 года в селе Кинель-Черкассы Куйбышевской области (ныне Самарская область).
В 1965 году окончил среднюю школу и поступил в Каспийское Высшее Военно-морское училище им. С.М.Кирова на штурманский факультет.
После окончания училища в 1970 году получил назначение командиром электро-навигационной группы БЧ-1 на подводную лодку «К-38» (головная лодка Проекта 671) 3 дивизии 1 Флотилии подводных лодок Северного флота. Командир лодки капитан 1 ранга Чернов Е. Д.
С 1972 по 1974 год — командир штурманской боевой части (БЧ-1), а с 1974 по 1976 год — помощник командира 426 экипажа
В 1976 году назначен старшим помощником командира ПЛ «К-517» (Проект 671РТ).
В 1978 окончил Высшие офицерские классы ВМФ и продолжил службу на ПЛ «К-517».
В 1981 году был назначен на титановую глубоководную подводную лодку К-278. Был сдаточным капитаном на заводских и государственных испытаниях.
4 августа 1985 года подводная лодка К-278 под командованием Зеленского установила абсолютный мировой рекорд погружения, достигнув глубины 1020 м и выполнив все запланированные глубоководные испытания.
Участник семи боевых служб и океанских учений, в том числе две боевые службы в должности командира ПЛ К-278. По итогам 1987 года ПЛ К-278 была объявлена отличной, а Зеленский был награждён орденом Красной Звезды. В 1985 году по итогам глубоководных испытаний и в 1988 году по итогам завершения испытаний и опытной эксплуатации представлялся к званию Герой Советского Союза (не присвоено).
В 1989 году был назначен Начальником штаба 339-й бригады строящихся и ремонтирующихся подводных лодок в г. Северодвинск. С 1990 по 1996 год руководил заводскими ходовыми испытаниями 12 подводных лодок: Подводные лодки проекта 945А «Кондор» К-328 «Леопард» К-461 «Волк»К-154 «Тигр» К-456 «Тверь» К-266 «Орёл» К-150 «Томск» К-448 К-407 пл 5 различных проектов.Проект 667БДРМ Подводные лодки проекта 945А «Кондор» Проект 671РТМ(К) Проект 949А Щука-Б.
В 1991 году закончил Военно-морскую академию им Н. Г. Кузнецова (заочно).
В 1996 году присвоено звание «Ветеран подразделения особого риска».
В марте 1997 года уволен в запас.
С 1997 года работал диспетчером Северодвинского порта.
В 2001 году переехал в Ленинградскую область п. Колтуши, работает ведущим специалистом по логистике судосервисной фирмы ЗАО «БАРС» в Санкт-Петербурге.
Женат, имеет двоих детей и внука.

## Награды и премии
- Орден Красной звезды
- Медали «За Воинскую доблесть», «За отличие в воинской службе» и др.